# Gato Toyger

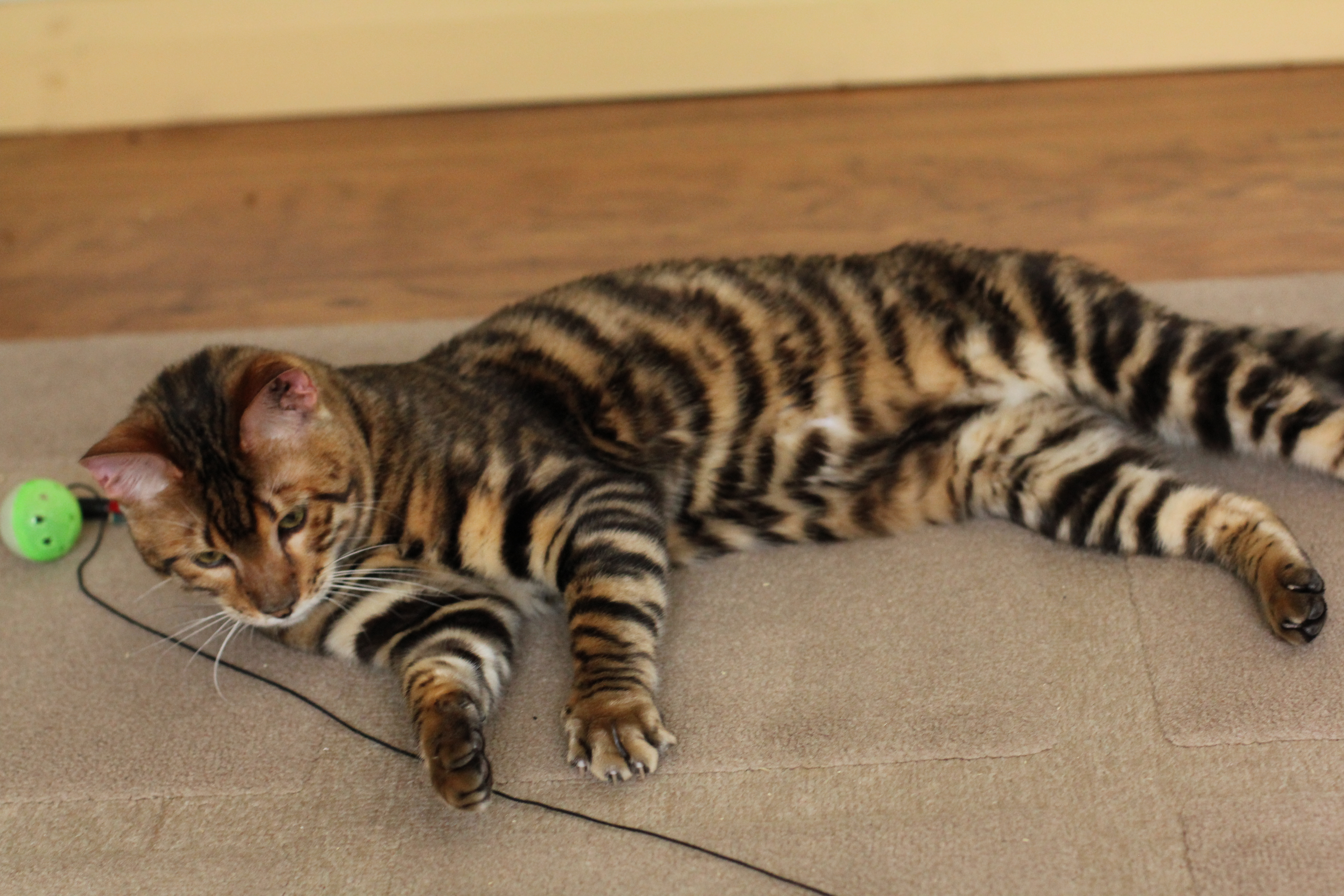
Gato Toyger.

El Toyger es una raza de gato, es el resultado de la crianza, a partir de 1980, de gatos domésticos de pelaje corto, con un pelaje atigrado para que se parezcan a un tigre de juguete, ya que su pelaje rayado recuerda a las rayas de un tigre. La criadora de gatos Judy Sudgen, afirmó que la raza fue desarrollada con el fin de inspirar a las personas que se preocupan por la conservación del tigre en la naturaleza. La raza fue reconocida por la Asociación Internacional de Gatos (TICA), en la década de 1990, y en 2007 su estatuto se actualizó para permitir la raza. Hay varios criadores en los Estados Unidos, tres criadores en Inglaterra, dos en Canadá, así como uno en Australia, trabajando para desarrollar la raza.

## Historia
La raza comenzó a desarrollarse en 1980, cuando la arquitecta Judy Sudgen, una criadora de gatos que buscaba aclarar las rayas del pelaje de los gatos atigrados, notó unas marcas distintas en dos de sus gatos, estas marcas se encontraban en la cabeza, un área normalmente desprovista de un patrón distintivo, así fue como tuvo la idea de crear un gato atigrado con el aspecto de un tigre en miniatura. Poco después comenzó la búsqueda para desarrollar rayas similares a las de un tigre en los gatos. La introducción de la raza bengalí en el acervo genético, fue un movimiento por parte de Sudgen para llegar a producir un gato de aspecto atigrado.